# من القلب إلى القلب (مسلسل كوري جنوبي)
من القلب إلى القلب (هانغل:하트 투 하트) هو مسلسل تلفزيوني كوري جنوبي صدر عام 2015، من بطولة تشوي كانغ هي و شان جونغ ميونغ.، تم عرض المسلسل على قناة تي في إن ابتداءاُ من تاريخ 9 مارس وحتى 7 مارس من 2015. يوم الجمعة الساعة 20:30، ل 16 حلقة.

## الممثلين
- تشوي كانع هي بدور تشا هونغ دو \ اوه يونغ راي
- تشان جونغ ميونغ بدور جو يي سوك
- لي جاي يون بدور جانغ دوو سوو
- سو هي بدور جو سي رو [5][6]
- جوو هيون بدور جو سانغ قيو
- كيم كي بانغ بدور المحقق يانغ
- أوم هي سوب بدور جو جاي وونغ
- جين هي كيونغ بدور هوانغ مون سن
- تشوي دانيل (ظهور خاص)

## روابط خارجية
- Heart to Heart official tvN website (Korean)
- Heart to Heart  على فيسبوك. (Korean)
- Heart to Heart على هانسينما
- من القلب إلى القلب على موقع IMDb (الإنجليزية)
- من القلب إلى القلب على موقع كينوبويسك (الروسية)
- من القلب إلى القلب على موقع قاعدة بيانات الفيلم (الإنجليزية)